# 1-е Мая (Рязанская область)
1-е Мая — посёлок в Спасском районе Рязанской области. Входит в состав Федотьевского сельского поселения.

## География
Посёлок находится в центральной части области, в зоне хвойно-широколиственных лесов, у реки Каль на расстоянии примерно 51 км (по прямой) к северу от города Спасск-Рязанский, административного центра района.

### Климат
Климат характеризуется как умеренно континентальный, с тёплым летом и умеренно холодной снежной зимой. Средняя температура воздуха самого холодного месяца (января) — −11,5 °C (абсолютный минимум — −42 °C); самого тёплого месяца (июля) — 19 °C (абсолютный максимум — 41 °C). Безморозный период длится около 140 дней. Среднегодовое количество осадков — 500 мм, из которых большая часть выпадает в тёплый период. Снежный покров держится в течение 135—145 дней.

### Часовой пояс
Посёлок 1-е Мая, как и вся Рязанская область, находится в часовой зоне МСК (московское время). Смещение применяемого времени относительно UTC составляет +3:00.

## Население
| 2010 |
| ---- |
| 0    |